# Искала
«Искала» — песня Земфиры, выпущенная 28 марта 2000 года в альбоме «Прости меня моя любовь» и в апреле 2000-го в качестве радиосингла.
Песня заняла первое место в хит-параде «Наше радио» и считается одной из главных песен в её карьере (наравне с песнями «Ариведерчи», «Хочешь?» и «Ромашки»). Также для композиции был выпущен видеоклип.
Альбом «Прости меня моя любовь» ещё только готовился к выпуску, а песня «Искала» уже была утверждена в качестве саундтрека к культовому художественному фильму «Брат 2» (вышел на экраны в мае 2000 года), а также была издана в составе саундтрека к картине. Песня также попала в фильм «Остановка по требованию» (2000).
Сергей Шнуров («Ленинград») сделал кавер-версию композиции, назвав её «Ты искала меня», однако Земфира запретила включать переработку в его альбом.

## Обзор
Песня «Искала» продолжает тенденции дебютного альбома исполнительницы, демонстрируя сильные эмоции и элементы эпатажа. Песни для первых двух пластинок Земфиры сочинялись в одно и то же время. Песня «Искала» не была выпущена в составе дебюта, была отложена, как и многие другие, чьи идеи вынашивались годами. Большинство песен первых двух альбомов написаны ещё в 1998 году.
Песня получила признание публики. Композиция имеет простую гармонию и структуру, лишь в припеве присутствуют мотивы гранжа.
В строчках песни говорится о вечере и ночи, которые являются самыми популярными видами суток в произведениях исполнительницы (15% и 28% соответственно).

## Клип
Клип на песню «Искала» является одним из самых успешных в клипографии Земфиры. Она осталась довольна процессом съёмки видео, хотя нечаянно поскользнулась и упала в процессе.
По одной версии, режиссёром клипа стал кинорежиссёр Роман Прыгунов, по другой — Павел Руминов. Съёмки проходили в 2000 году в Москве, в тоннеле, находящемся в районе Северное Чертаново, основную идею видео придумала сама Земфира. В тоннель были согнаны более сотни машин, преимущественно такси, а исполнительница и другие герои клипа прыгали по их крышам.